# Fratres
La FRATRES, o  Consociazione Nazionale dei Gruppi Donatori di Sangue Fratres delle Misericordie d'Italia, è un'associazione di volontari di ispirazione cristiana impegnata nel campo della donazione del sangue, facente parte del Coordinamento interassociativo volontari italiani del sangue. 
Deriva dalla "Confederazione nazionale delle Misericordie d'Italia", che riunisce circa 700 confraternite italiane.
La Consociazione Nazionale dei Gruppi Donatori di Sangue "Fratres" delle Misericordie d'Italia trae la propria origine dalla Confederazione nazionale delle Misericordie d'Italia ed è stata fondata a Lucca il 19 giugno 1971. La Consociazione è stata eretta Ente Morale con decreto del Ministero della Salute dell'11 ottobre 1994.
Si avvale di volontari, impegnati nell'informazione circa l'importanza della donazione e il superamento di quelle piccole paure e resistenze che possono essere state provocate da blocchi psicologici davanti all'ago. La sua azione si esercita specialmente nel mondo giovanile e studentesco, per la diffusione dell'educazione sanitaria e per la formazione della cultura del dono. Contribuisce inoltre ad uno sviluppo della ricerca e della utilizzazione del sangue e dei suoi derivati.
Oggi l'associazione annovera al suo interno circa 650 gruppi di donatori, contribuendo al fabbisogno con oltre 147.000 donazioni annue.
La presenza sul territorio italiano è particolarmente capillare in Toscana (soprattutto in provincia di Lucca) e in Puglia (provincie di Bari e di Lecce).